# Bronte Barratt
Bronte Amelia Arnold Barratt OAM (n. Brisbane, 8 de febrer de 1989) és una nedadora australiana i medallista olímpica als Jocs Olímpics de Pequín 2008 i als Londres 2012.

## Biografia
Va fer el seu debut com a nedadora en el Campionat Mundial de Natació de 2005 celebrat a Mont-real, on va guanyar una medalla de plata. A l'any següent va disputar els Jocs de la Mancomunitat de 2006 i el Campionat Mundial de Natació en Piscina Curta de 2006, guanyant medalles em tots dos campionats. En 2008 va participar en els seus primers Jocs Olímpics, celebrats a Pequín. A més va aconseguir la seva primera medalla d'or en quedar primera en la final de la modalitat de 4x200 m lliure amb un temps de 7:44.31, sent un rècord mundial. Uns mesos més tard, al Campionat Mundial de Natació en Piscina Curta de 2008 va guanyar una medalla de bronze en la mateixa modalitat. Tres anys més tard va tornar a guanyar una medalla de plata, aquesta vegada al Campionat Mundial de Natació de 2011. Posteriorment va participar en els Jocs Olímpics de Londres 2012, guanyant medalles en la modalitat de 4x200 m lliure i 200 m lliure, guanyant una medalla de plata i una altra de bronze respectivament. En 2013 va participar en el Campionat Mundial de Natació de 2013, guanyant una altra medalla de plata.